# Cryptocephalus octomaculatus
Cryptocephalus octomaculatus – gatunek chrząszcza z rodziny stonkowatych i podrodziny Cryptocephalinae.

## Taksonomia
Gatunek po raz pierwszy został naukowo opisany w 1790 roku przez Pietra Rossiego.

## Morfologia
Chrząszcz o krępym, walcowatym ciele długości od 4,5 do 6 mm. Ubarwienie ma niemal w całości ochrowożółte. Czułki są oprócz członów drugiego i trzeciego czarne. Na wierzchu ciała występują czarne plamki, u formy typowej dwie na przedpleczu i po cztery lub pięć na każdej pokrywie, jednak różne z plamek ulegać mogą zanikowi. Powierzchnia przedplecza i pokryw jest gęsto pokryta głębokimi punktami o nieregularnym rozmieszczeniu. Brzegi boczne pokryw nie mają spłaszczonych obrzeżeń, wskutek czego nie da się obu z nich zobaczyć w widoku grzbietowym. Odnóża są niezmodyfikowane, niepogrubione, o ubarwieniu żółtym. Genitalia samca cechują się trzema zębami oraz odgiętymi dośrodkowo wyrostkami bocznymi na przedniej krawędzi prącia. 

## Ekologia i występowanie
Owad ten zasiedla stanowiska ciepłe i suche, nasłonecznione, w tym kserotermy i dąbrowy, zwłaszcza zdominowane przez dąb omszony. Występuje jedno pokolenie w ciągu roku. Owady dorosłe aktywne są od lipca do września. Spotyka się je na gałęziach i liściach dębów, a rzadziej brzóz, dereni, leszczyn i topól.
Gatunek palearktyczny, w Europie znany z Hiszpanii, Francji, Niemiec, Szwajcarii, Austrii, Włoch, Polski, Czech, Słowacji, Węgier, Ukrainy, Rumunii, Mołdawii, Bułgarii, Słowenii, Chorwacji, Bośni i Hercegowiny, Serbii, Czarnogóry, Grecji i Rosji. W Azji podawany jest z zachodniej Syberii, azjatyckiej części Turcji i Kaukazu.
W środkowej i środkowo-zachodniej części Europy jest to owad rzadko spotykany. W Polsce stwierdzany był ostatnio pod koniec XIX wieku. Na „Czerwonej liście chrząszczy województwa śląskiego” umieszczony został jako gatunek zagrożony o niedostatecznie rozpoznanym statusie (DD). Z kolei na „Czerwonej liście gatunków zagrożonych Republiki Czeskiej” umieszczony został ze statusem zagrożonego wymarciem (EN). W Szwajcarii odnotowany został 24 razy w ciągu 130 lat.
Gatunkowi temu zagraża przeznaczanie dogodnych siedlisk pod zabudowę.